# П'єтро Анастазі
П'єтро Анастазі (італ. Pietro Anastasi; 7 квітня 1948, Катанія — 17 січня 2020) — колишній італійський футболіст, нападник.
Насамперед відомий виступами за клуб «Ювентус», а також національну збірну Італії.
Триразовий чемпіон Італії. Володар Кубка Італії. У складі збірної — чемпіон Європи.

## Клубна кар'єра
Вихованець футбольної школи клубу «Массімініана».
У дорослому футболі дебютував 1966 року виступами за команду клубу «Варезе», в якій провів два сезони, взявши участь у 66 матчах чемпіонату.
Своєю грою за цю команду привернув увагу представників тренерського штабу клубу «Ювентус», до складу якого приєднався 1968 року. Відіграв за «стару синьйору» наступні вісім сезонів своєї ігрової кар'єри. Більшість часу, проведеного у складі «Ювентуса», був основним гравцем атакувальної ланки команди. У складі «Ювентуса» був одним з головних бомбардирів команди, маючи середню результативність на рівні 0,38 голу за гру першості. За цей час тричі виборював титул чемпіона Італії.
Згодом з 1976 по 1981 рік грав у складі команд клубів «Інтернаціонале» та «Асколі». Протягом цих років додав до переліку своїх трофеїв титул володаря Кубка Італії (у складі «Інтера»).
Завершив професійну ігрову кар'єру у швейцарському клубі «Лугано», за команду якого виступав протягом 1981—1982 років.

## Виступи за збірні
Залучався до складу молодіжної збірної Італії. На молодіжному рівні зіграв у 6 офіційних матчах, забив 2 голи. Згодом захищав кольори другої збірної Італії. У складі цієї команди провів 4 матчі, забив 2 голи.
1968 року дебютував в офіційних матчах у складі національної збірної Італії. Протягом кар'єри у національній команді, яка тривала 8 років, провів у формі головної команди країни 25 матчів, забивши 8 голів. У складі збірної був учасником чемпіонату Європи 1968 року в Італії, здобувши того року титул континентального чемпіона, чемпіонату світу 1974 року у ФРН.
| Дата       | Місто         | Господарі  | Результат  | Гості      | Турнір                         | Голи | Примітки        |
| ---------- | ------------- | ---------- | ---------- | ---------- | ------------------------------ | ---- | --------------- |
| 8-6-1968   | Рим           | Італія     | 1 – 1 д.ч. | Югославія  | ЧЄ 1968 - Фінал                | -    |                 |
| 10-6-1968  | Рим           | Італія     | 2 – 0      | Югославія  | ЧЄ 1968 - Фінал (перегравання) | 1    | Чемпіони Європи |
| 23-10-1968 | Кардіфф       | Уельс      | 0 – 1      | Італія     | Відбір до ЧС 1970              | -    |                 |
| 1-1-1969   | Мехіко        | Мексика    | 2 – 3      | Італія     | товариський матч               | 1    |                 |
| 5-1-1969   | Мехіко        | Мексика    | 1 – 1      | Італія     | товариський матч               | -    |                 |
| 24-5-1969  | Турин         | Італія     | 0 – 0      | Болгарія   | товариський матч               | -    |                 |
| 4-11-1969  | Рим           | Італія     | 4 – 1      | Уельс      | Відбір до ЧС 1970              | -    | 46'             |
| 21-2-1970  | Мадрид        | Іспанія    | 2 – 2      | Італія     | товариський матч               | 1    |                 |
| 10-5-1970  | Лісабон       | Португалія | 1 – 2      | Італія     | товариський матч               | -    | 46'             |
| 29-4-1972  | Мілан         | Італія     | 0 – 0      | Бельгія    | Відбір до ЧЄ 1972              | -    |                 |
| 17-6-1972  | Бухарест      | Румунія    | 3 – 3      | Італія     | товариський матч               | -    | 70'             |
| 21-6-1972  | Софія (місто) | Болгарія   | 1 – 1      | Італія     | товариський матч               | -    | 46'             |
| 20-9-1972  | Турин         | Італія     | 3 – 1      | Югославія  | товариський матч               | 1    | 74'             |
| 13-1-1973  | Неаполь       | Італія     | 0 – 0      | Туреччина  | Відбір до ЧС 1974              | -    | 56'             |
| 25-2-1973  | Стамбул       | Туреччина  | 0 – 1      | Італія     | Відбір до ЧС 1974              | 1    |                 |
| 31-3-1973  | Генуя         | Італія     | 5 – 0      | Люксембург | Відбір до ЧС 1974              | -    | 44'             |
| 14-6-1973  | Турин         | Італія     | 2 – 0      | Англія     | товариський матч               | 1    |                 |
| 29-9-1973  | Мілан         | Італія     | 2 – 0      | Швеція     | товариський матч               | 1    |                 |
| 20-10-1973 | Рим           | Італія     | 2 – 0      | Швейцарія  | Відбір до ЧС 1974              | -    |                 |
| 8-6-1974   | Відень        | Австрія    | 0 – 0      | Італія     | товариський матч               | -    | 56'             |
| 15-6-1974  | Мюнхен        | Італія     | 3 – 1      | Гаїті      | ЧС 1974 - 1-й етап             | 1    | 69'             |
| 19-6-1974  | Штутгарт      | Італія     | 1 – 1      | Аргентина  | ЧС 1974 - 1-й етап             | -    |                 |
| 23-6-1974  | Штутгарт      | Польща     | 2 – 1      | Італія     | ЧС 1974 - 1-й етап             | -    |                 |
| 20-11-1974 | Роттердам     | Нідерланди | 3 – 1      | Італія     | Відбір до ЧЄ 1976              | -    |                 |
| Усього     |               | Матчів     | 25         |            | Голів (39 місце)               | 8    |                 |

## Титули і досягнення

### Командні
- Чемпіон Італії (3):

«Ювентус»: 1971–72, 1972–73, 1974–75
- Володар Кубка Італії (1):

«Інтернаціонале»: 1977–78
- Чемпіон Європи (1):

1968

### Особисті
- Найкращий бомбардир Кубка Італії (1):

1974–75 (9)
- Найкращий бомбардир Кубка ярмарків (1):

1970–71 (10)